# Scleroptila streptophora
El francolín acollarado o francolín de collar (Scleroptila streptophora) es una especie de ave galliforme de la familia Phasianidae propia de África. 

## Distribución
Se la encuentra en Burundi, Camerún, Kenia, Ruanda, Tanzania y Uganda. Es más rara de lo que se pensaba con anterioridad, su estatus fue elevado a Casi Amenazado en la Lista Roja de IUCN del año 2007.